# Coco, der neugierige Affe (Buch)
Coco, der neugierige Affe (englischer Originaltitel Curious George) ist ein Bilderbuch der deutsch-amerikanischen Autorin Margret Rey, das 1941 beim Verlag Houghton Mifflin mit den Illustrationen ihres Ehemanns H. A. Rey veröffentlicht wurde. Die deutsche Erstausgabe erschien 1966 beim Carlsen Verlag. Auf Grund des großen Erfolges folgte eine Reihe von weiteren Coco, der neugierige Affe-Büchern.

## Inhalt
Coco ist ein kleiner, sehr neugieriger Affe, der in Afrika lebt. Eines Tages begegnet er im Dschungel einem Mann mit gelbem Hut. Um Coco zu fangen, legt dieser seinen Hut am Boden ab. Es dauert nicht lange, bis der neugierige Coco damit spielt. Der Mann steckt Coco in einen Sack und nimmt ihn mit auf ein großes Schiff. Dort beobachtet Coco die Seemöwen und versucht, so wie sie zu fliegen. Er landet im Meer und muss von den Seeleuten gerettet werden. Das Schiff legt in einer großen Stadt an, wo der Mann wohnt. Er telefoniert mit dem Zoo, um Coco dorthin bringen zu können. Coco ist fasziniert von dem Telefon, wählt irgendeine Nummer und landet bei der Feuerwehr. Als diese daraufhin angebraust kommt, finden sie kein Feuer vor, sondern nur Coco, der noch immer mit dem Telefonhörer spielt. Coco wird von den Feuerwehrmännern gefangen genommen und in ein Gefängnis gesteckt. Von dort gelingt ihm über eine Telefonleitung die Flucht. Er sieht einen Ballonverkäufer und möchte sich eigentlich nur einen roten Luftballon schnappen, erwischt dabei jedoch das ganze Ballonbündel und fliegt damit über die Stadt hinweg. Am Ende seiner Kräfte landet Coco auf einer Verkehrsampel, wo zufällig gerade der Mann mit dem gelben Hut mit seinem Auto vorbeikommt und Coco schließlich in den Zoo bringt.

## Besonderheiten
Margret Reys Name schien auf den ersten Coco-Büchern nicht auf. Der Herausgeber war der Meinung, dass das Kinderbuch-Genre zur damaligen Zeit zu sehr von weiblichen Autorinnen geprägt war und sich Kinderbücher von einem männlichen Autor daher besser verkaufen würden.

## Rezeption
Clive Barnes schreibt in seiner Rezension: „H. A. Reys farbenfrohe Illustrationen im Cartoon-Stil setzen die Aufregung, die umwerfende Komik und die Anflüge von Pathos perfekt und mit viel Fingerspitzengefühl in Szene. Noch in den schlimmsten Momenten staunt Coco mit kugelrunden Augen und offenem Mund, und immer ist es der Mann mit dem gelben Hut, der ihn in Sicherheit bringt.“ Curious George war und ist in den USA so beliebt, dass die Bücher nach wie vor immer wieder neu gedruckt werden.

## Auszeichnungen
In Zusammenarbeit mit dem Ad Council und der Library of Congress wurde der Affe Coco in einer Werbekampagne zur Förderung der Lesekompetenz vorgestellt. 2012 wurde Coco, der neugierige Affe in die Indie Choice Book Awards Picture Book Hall of Fame aufgenommen.

## Referenzen
Coco, der neugierige Affe ist in dem literarischen Nachschlagewerk 1001 Kinder- und Jugendbücher – Lies uns, bevor Du erwachsen bist! für die Altersstufe 3+ Jahre enthalten.

## Ausgaben
- Curious George. Houghton Mifflin, USA 1941 (englisch).
- Coco, der neugierige Affe. Carlsen Verlag, 1966.